# Antoine Jacquemond
Pour les articles homonymes, voir Jacquemond.
Antoine Jacquemond, né à Saint-Étienne (Loire) en 26 janvier 1885 et mort en 7 juin 1970 à Villefranche-de-Rouergue (Aveyron), est un peintre et enseignant français.

## Biographie
Antoine Jacquemond est un peintre actif à Villefranche-de-Rouergue qui a réalisé des vues de la ville et des portraits de personnalités liées à l'histoire villefranchoise. Né en 1885, il suit les cours de l'École des beaux-arts de Saint-Étienne, puis ceux de l'École nationale supérieure des arts décoratifs de Paris. Plus tard, il se dirige vers l'enseignement et occupe, de 1912 à la fin de sa carrière, le poste de professeur de dessin au collège de Villefranche-de-Rouergue, où il meurt en 1970.

## Collections publiques
- Villefranche-de-Rouergue, hôtel de ville :
  - Vue panoramique de Villefranche-de-Rouergue et du faubourg du Pont, 1933, huile sur toile[2],[3] ;
  - Pierre Joseph Dissez, Membre de l'Assemblée Provinciale de Haute-Guyenne, Procureur de la commune et Maire de Villefranche-de-Rouergue, d'après un pastel d'Henri Delisle, huile sur toile[4].